# Shiro Usazaki
Shiro Usazaki (宇佐崎しろ?, Usazaki Shiro; Nara, 27 dicembre 1997) è una fumettista giapponese.

## Biografia
Shiro Usazaki nasce nella prefettura di Nara il 27 dicembre del 1997. Inizia a farsi conoscere come artista su Twitter. Presto attira l'attenzione di Shūeisha e si trasferisce a Tokyo per iniziare la sua carriera. Debutta su Weekly Shōnen Jump a gennaio 2017 con il one-shot Asagaya Geijutsu Koukou Eizou-ka e Youkoso.
L'anno successivo inizia la sua prima serializzazione su Shōnen Jump, Act-Age, in qualità di illustratrice. L'opera ha un iniziale successo, ma viene interrotta nel 2020 a seguito dei fatti di cronaca legati allo sceneggiatore Tatsuya Matsuki.
Successivamente l'autrice pubblicherà altri one-shot: Engan no Cyclops del 2020 e Kimi to Aoi Yoru no del 2023, per Shōnen Jump, e Ryuu no Eigakan del 2022, per Shōnen Jump+.
Nel 2024 collabora con l'autrice Osamu Nishi per la sua seconda serializzazione, sempre su Shōnen Jump, Ichi the Witch.

## Opere
- Asagaya Geijutsu Koukou Eizou-ka e Youkoso (阿佐ヶ谷芸術高校映像科へようこそ?), sceneggiato da Tatsuya Matsuki, one-shot (2017, Weekly Shōnen Jump)
- Act-Age (アクタージュ?), sceneggiato da Tatsuya Matsuki (2018-2020, Weekly Shōnen Jump)
- Engan no Cyclops (炎眼のサイクロプス?), sceneggiato da Osamu Ishikawa, one-shot (2021, Weekly Shōnen Jump #3-4)
- Ryuu no Eigakan (竜の映画館?), one-shot (2022, Shōnen Jump+)
- Kimi to Aoi Yoru no (キミと青いヨルの?), one-shot (2023, Weekly Shōnen Jump #16)
- Ichi the Witch (魔男のイチ?, Madan no Ichi), sceneggiato da Osamu Nishi (2024-in corso, Weekly Shōnen Jump)